# Charlie Kirk (activista)
Charlie Kirk (Arlington Heights; Illinois; 14 de octubre de 1993) es un comentarista político y autor conservador estadounidense. Kirk fundó Turning Point USA, junto con William T. Montgomery, en 2012, y hoy es el director gerente de la organización. En 2018, Kirk fue incluido por la revista Forbes, en la lista 30 Under 30, en la categoría de ley y política.

## Educación
Kirk es un cristiano evangélico. Nació en el suburbio de Arlington Heights, Illinois, en Chicago, y creció cerca de Prospect Heights, Illinois. En su adolescencia, Charlie se ofreció como voluntario para la campaña del Senado republicano de Mark Kirk (sin relación). Cuando fue a la escuela secundaria, escribió ensayos para Breitbart News, en los que afirma que los libros de texto tenían un sesgo de izquierda, luego fue como invitado al canal Fox News para hablar sobre ello. Kirk afirma que solicitó realizar el servicio militar en el Ejército de los Estados Unidos, pero no fue aceptado. En 2015, Kirk dijo a la revista The Atlantic que estudiaba cursos online, en el King's College de Nueva York. Kirk dijo en el canal Newsmax, que estudió en el Harper College, en Palatine, Illinois, pero se retiró para trabajar como activista político conservador.

## Activismo

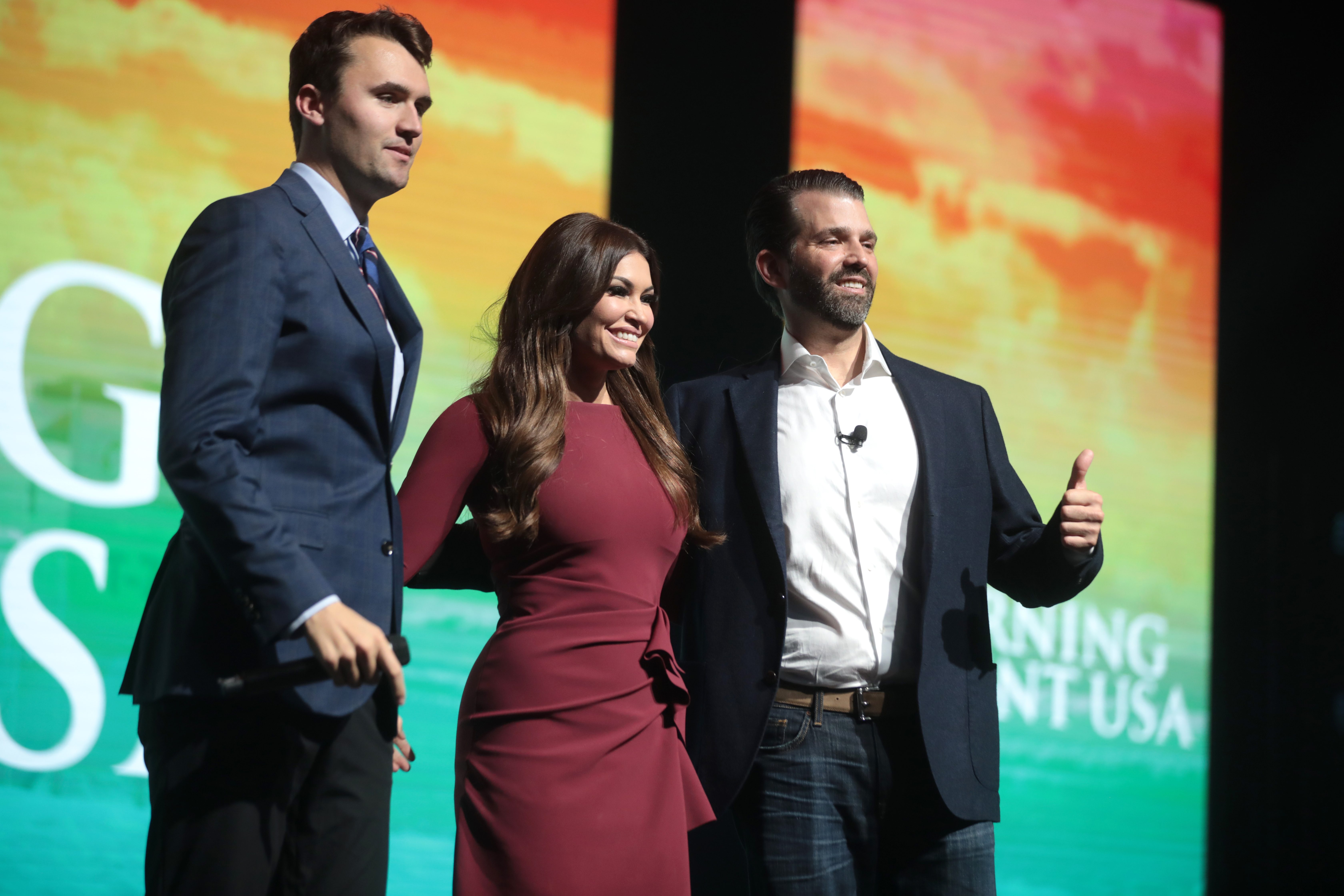
Charlie Kirk, Kimberly Guilfoyle y Donald Trump Jr., en el centro de convenciones del Condado de Palm Beach, en West Palm Beach, Florida, en 2019, en un acto organizado por Turning Point USA.

Para las elecciones de 2016, Kirk fue invitado al canal Fox News, junto con Donald Trump Jr., Eric Trump y Lara Trump. En mayo de 2019, Kirk recibió un título honorífico de la Universidad Liberty, una universidad evangélica privada. En julio de 2019, Kirk fue nominado presidente de Estudiantes por Trump, que fue adquirida por la organización Turning Point Action. Estudiantes para Trump logró reunir a un millón de estudiantes en las elecciones presidenciales de Estados Unidos de 2020. Charlie fue invitado a hablar en la Convención Nacional Republicana de 2020. Charlie Kirk habló en la Cumbre de Acción Estudiantil 2020, organizada por Turning Point USA, en Washington D. C., en el Distrito de Columbia. En 2021, Kirk habló en la CPAC, una reunión organizada por la Unión Conservadora Estadounidense, celebrada en Orlando, Florida.

## Finanzas

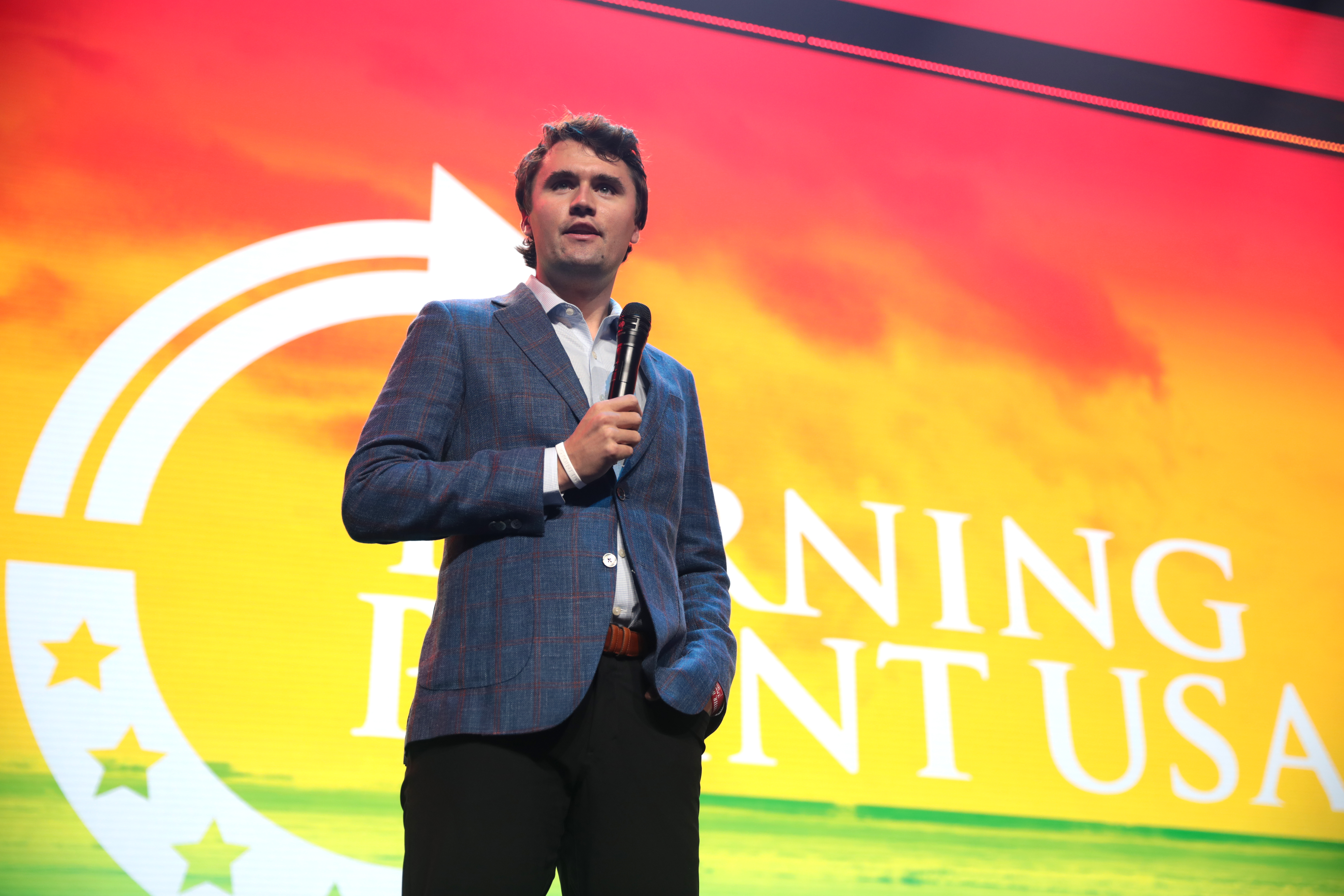
Charlie Kirk hablando con los asistentes a la Cumbre de Acción Estudiantil 2020 organizada por Turning Point USA en el centro de convenciones del Condado de Palm Beach en West Palm Beach, Florida.

En 2020, ProPublica investigó las finanzas de Turning Point USA y afirmó en su informe que la organización hizo afirmaciones financieras engañosas, que las auditorías no las realizó un auditor independiente y que los líderes se habían enriquecido mientras defendían al presidente Trump. ProPublica también informó que el salario de Charlie Kirk había aumentado de $27,000 dólares USA, a casi $300,000 dólares, y que había comprado un condominio de $855,000 dólares en Longboat Key, Florida. En 2020, Turning Point USA tuvo $39.2 millones de dólares en ingresos, en ese mismo periodo Charlie Kirk ganó un salario de más de $325,000 dólares USA.